# Dominique de Gourgues
Dominique de Gourgues (1530. – 1593.) francia nemes, katona és kalandor aki 1568-ban megtámadta a spanyolokat észak-Floridában.

## Fiatal évei
Dominique de Gourgues korábbi életéről nem tudni sokat. A Gourgue család régi, hatalmas nemesi család volt, valaha fontos szerepet töltött be a francia Bordeaux városában. Kiképzett katona volt, IX. Károly seregében harcolt Itáliában, majd a spanyolok később pedig a törökök fogságába került. Mindkét esetben gályarabként szolgált, ahol embertelenül bántak vele. Kiszabadulása után expedíciót vezetett Afrikába majd Dél-Amerikába.

## Hugenották és katolikusok ellentétei
II. Fülöp spanyol király gyűlölte a hugenottákat ezért nem állta útját a vallási villongásoknak és mészárlásoknak. A Fort Karolina-i (amely ma Jacksonville) vérfürdő, ahol a spanyolok kíméletlenül legyilkolták a franciákat, felháborította egész Európát.

## Személyes bosszú
Dominique de Gourgue személyes bosszút akart állni a spanyolokon. Mindenét pénzzé tette, sőt testvérétől is kölcsönzött, hogy pénzelni tudja három hajó és 200 ember költségeit az expedícióra. Először Kubába ment, ahol bejelentette legénysége előtt útjának valódi célját, s amikor elnyerte emberei beleegyezését a bosszúra, elindult Fort Karolina felé.
A helyi lakosokat a saturiwa és timucua indiánokat is a spanyolok ellen hangolta. De Gourgues és a szövetséges indiánok hamar körülkerítették az erődöt. A tömeggyilkosság után Gourgues nem szándékozta learatni győzelmének „gyümölcsét”, késlekedés nélkül visszatért Franciaországba.

## Fordítás
- Ez a szócikk részben vagy egészben  a   Dominique de Gourgues című angol Wikipédia-szócikk ezen változatának fordításán alapul.  Az eredeti cikk szerkesztőit annak laptörténete sorolja fel. Ez a jelzés csupán a megfogalmazás eredetét és a szerzői jogokat jelzi, nem szolgál a cikkben szereplő információk forrásmegjelöléseként.